# Crocidophora multidentalis
Crocidophora multidentalis là một loài bướm đêm trong họ Crambidae.